# Marek Reichman

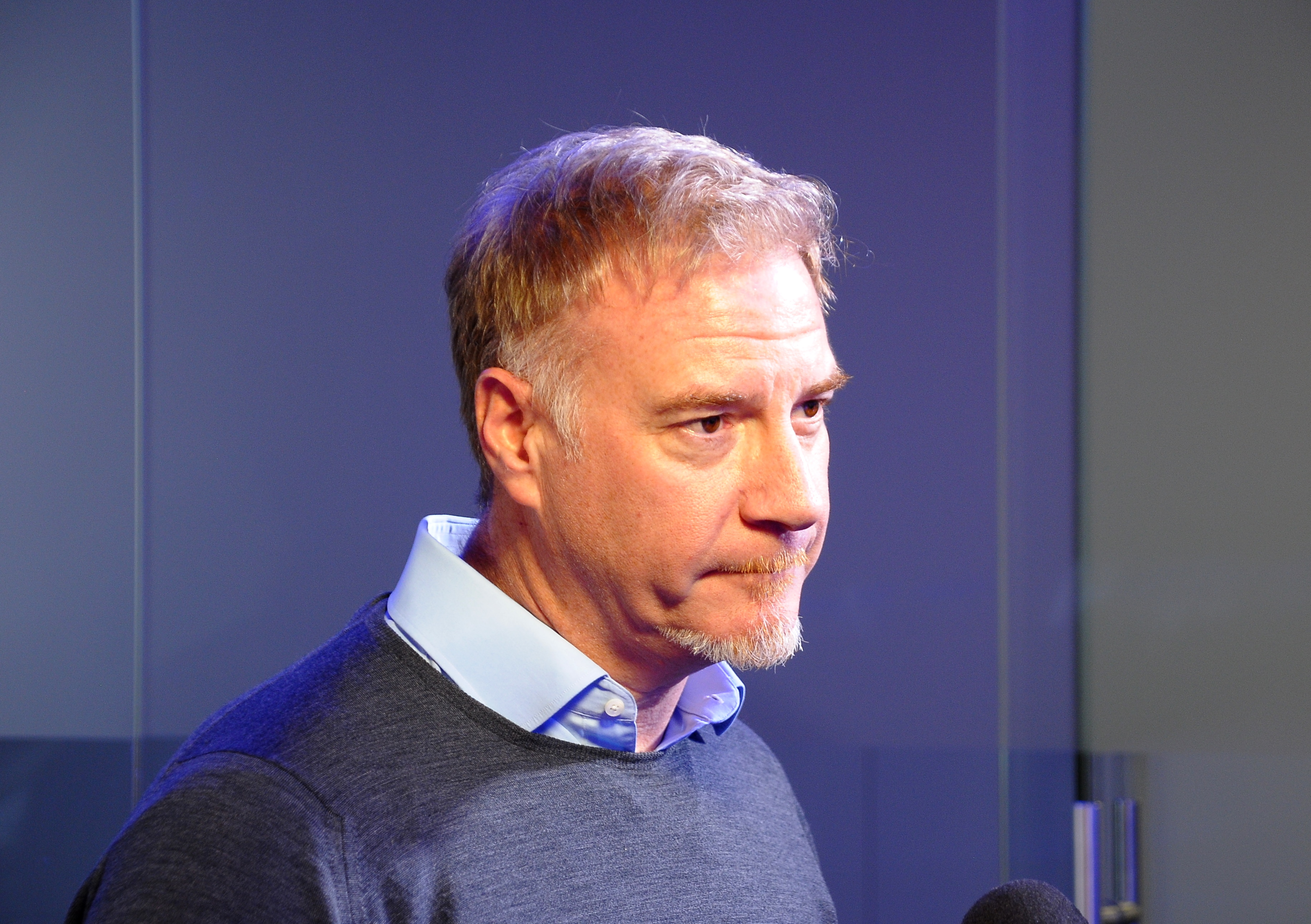
Marek Reichman

Marek Reichman (Sheffield, South Yorkshire, Inglaterra; 1966) es un diseñador industrial que actualmente trabaja como oficial de director creativo y responsable de estudio en Aston Martin. Su trabajo incluye el Aston Martin One-77, el Aston Martin DBS V12, el Aston Martin Rapide, el Aston Martin Vanquish, el Aston Martin Vulcan, el Rolls-Royce Phantom, los automóviles conceptuales Lincoln MKX y Lincoln Navicross, la actual generación de Range Rover y el Aston Martin DB10 creado especialmente para la película de James Bond Spectre.
En junio de 2014 dio a conocer el Aston Martin DP100, que es un automóvil conceptual diseñado para el videojuego Gran Turismo 6.